# Disciadidae
Disciadidae é uma família de crustáceos decápodes da superfamília Bresilioidea da infraordem Caridea (camarões). A família é monotípica, incluindo apenas um género extante, o género Discias, com 4 espécies validamente descritas, todas marinhas.

## Espécies
Segundo o Catalogue of Life, a família Disciadidae inclui os seguintes taxa::

| Discias | \| \| Discias atlanticus \| \| \| \| \| \| Discias exul \| \| \| \| \| \| Discias serratirostris \| \| \| \| \| \| Discias vernbergi \| \| \| \| |
|         | \| \| Discias atlanticus \| \| \| \| \| \| Discias exul \| \| \| \| \| \| Discias serratirostris \| \| \| \| \| \| Discias vernbergi \| \| \| \| |
|         | Discias atlanticus |
|         | |
|         | Discias exul |
|         | |
|         | Discias serratirostris |
|         | |
|         | Discias vernbergi |
|         | |

Discias é o único género integrado na família Disciadidae.